# Papperskromatografi

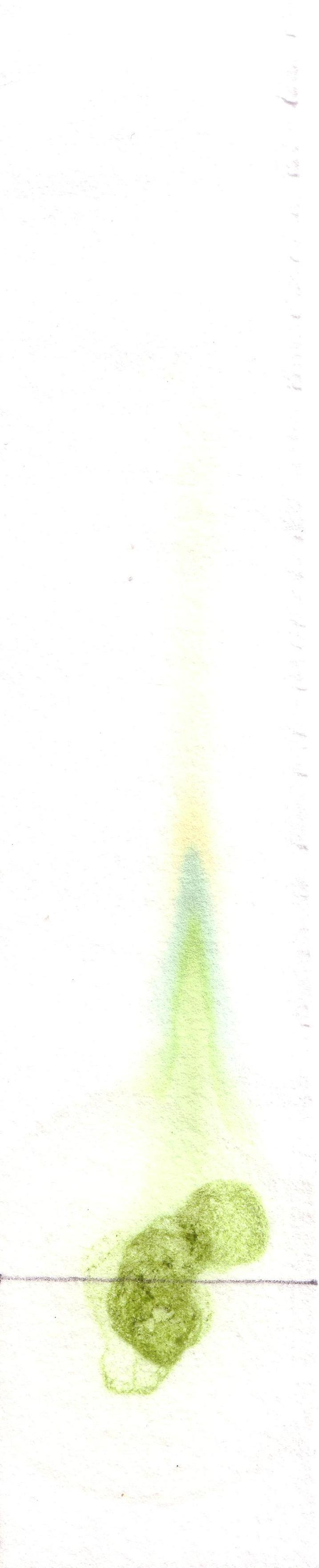
Papperskromatografi av klorofyll

Papperskromatografi är en enkel och mycket användbar utveckling av partionskromatografin. Vid denna används filterpappersliknande remsor av ren cellulosa. Nära en kant av pappret anbringas en droppe av analyssubstansen, eventuellt löst i ett lösningsmedel som får avdunsta. Samma kant av pappret doppas sedan ner i ett lösningsmedel (eluent, rörlig fas). Remsan hålls inne i en kammare med tätslutande lock, där det på bottnen finns så mycket av lösningsmedlet att luften i kammaren är mättad med lösningsmedlets ånga. Lösningsmedlet sugs upp i pappret, passerar fläcken med analyssubstansen och vandrar fram över pappret mot bortre kanten som en rak lösningsmedelsfront. Här åstadkomms en partionskromatografering, genom att den fukt som häftar vid pappret fungerar som stationär fas. De olika komponenterna i analysblandningen är olika lösliga i den stationära och den rörliga fasen. Därför tillbringar de olika stor del av tiden i de olika faserna och vandrar sålunda olika långt. De bildar en rad mer eller mindre skarpt avskilda fläckar på pappret. Då kromatograferingen avslutats och pappret tagits ur kammaren, kan fläckarna fås synliga genom att betraktas i ultraviolett ljus eller besprutas med lösningar av olika reagens.
Papperskromatograferingen har fördelen med att man samtidigt på samma papper kan kromatografera en hel rad substansblandningar eller jämförelsesubstanser, som anbringas som en rad droppar på en startlinje parallell med den kant som doppas i lösningsmedlet. Man kan utvinna de rena substanserna ur fläckarna genom så kallad preparativ papperskromatografi genom att klippa ut fläckarna ur pappret och extrahera ut substanserna med lämpligt lösningsmedel. Vid papperskromatografering karaktäriseras de olika substanserna av så kallade Rf-värden. Dessa är tal mellan 0 och 1 och anger förhållandet mellan den väg substansen respektive lösningsmedlet vandrat på pappret och är i princip oberoende av hur länge kromatograferingen pågått. Man kunde med en viss schematisering säga, att Rf-värdet anger den bråkdel av tiden som substansen tillbringat i den rörliga fasen.